# 그랜드체이스
그랜드체이스(영어: Grand Chase)는 KOG에서 개발하고 넷마블에서 서비스하였던, 스팀에서 서비스하는 온라인 횡스크롤 액션 게임이다. 2003년 8월 1일에 온라인 실시간 액션 대전 게임이라는 타이틀을 내걸고 등장하였다. 2015년 12월 31일 한국 서비스가 종료되었으나 2021년 7월 28일에 스팀에서 글로벌로 디시 오픈했다.
약칭은 ‘그체’이며, 일본에서는 ‘그라체’(グラチェ)라고도 부른다.
최대 6명이 동시에 대전을 즐길 수 있으며, 대전은 크게 팀전 모드와 개인전 모드인 서바이벌 모드로 즐길 수 있다.
레벨 업에 따라 장비를 교체하고 고레벨의 채널을 선택가능하다.
전직의 개념이 있으며, 전직은 <기본 - 1차 - 2차 - 3차>로 진행된다. 초기에는 배경 스토리와 거의 무관하게 캐릭터들끼리 대전을 즐기는 시스템이었지만, 후에 업데이트된 몬스터 원정대 모드와 몬스터 대전 모드가 인기를 끌게 되자 퀘스트 모드가 업데이트되었다. 퀘스트 모드는 시즌 2 업데이트 이후 던전모드로 명칭이 바뀌었다.
시즌 2 대규모 업데이트로 대전맵과 몬스터 원정대의 몬스터들과 기타 신 몬스터들이 보스몬스터로 존재하는 세르딘 외곽, 캐리비치, 오크 사원, 맹세의 계곡, 잊혀진 도시, 망각의 늪, 망자의 묘지, 불의 사원, 헬 브릿지 등이 새로 추가되었고, 시스템이 변경되어 퀘스트 모드 방의 최대 인원은 6명에서 4명으로 줄어들었으며, 퀘스트 모드를 하다가 모드를 자유롭게 바꿔 대전 모드를 즐길 수 있었던 시즌 1 때와 달리 대전 모드에서는 대전, 데스매치, 태그매치, 몬스터원정대 모드만을 즐길 수 있고 던전 모드에서는 던전만을 즐길 수 있다.
대한민국에서는 2015년 12월 31일 정오에 서비스를 종료했다.
그러나 2016년 2월에 열린 그랜드체이스 온리전에서 운영자였던 'GM크로'가 그랜드체이스의 후속작을 모바일로 개발하려고 준비 중에 있었고, 이후 2017년 9월 26일 카카오 게임을 통해 CBT의 사전 예약을 실시하여 약 2년 만에 모바일로 재탄생하였다.
그리고 2022년 10월 26일부터는 접미사로 클래식(Classic)을 붙여 넷마블이 아닌 넥슨에서 서비스한다. KOG의 넥슨 서비스 게임인 엘소드, 커츠펠을 참조하라.

## 줄거리
베르메시아 대륙에 가장 넓은 영토를 차지하고 있는 왕국. 세르딘과 카나반. 두 세력은 적절히 힘의 균형을 맞춰 가며 평화적인 관계를 유지하고 있었으나 어느날 카나반 왕국에 어둠의 여왕 카제아제가 찾아든다. 카제아제는 카나반 여왕의 가장 충실한 신하를 죽이고 그의 모습으로 변신해 왕실에 접근한 뒤, 조금씩 여왕을 어둠의 세계로 인도한다. 전쟁이 시작된지도 어느덧 5년이 흘렀다. 카제아제의 이간질로 시작된 세르딘과 카나반의 전쟁은 대륙 전체를 황폐화 시켰고, 수많은 영웅들의 목숨을 빼앗었으며, 결국은 세르딘의 여왕을 죽음으로 내몰았다. 카제아제의 음모를 눈치챈 카나반 여왕 또는 분노를 터뜨리며 카제아제의 목숨을 빼앗으려 하지만, 카제아제는 이미 사라져버린 후였다. 이에 카나반 여왕은 그를 추적하는 탐색자들을 보내지만 수년이 지나도 그들의 행방은 묘연해져 여왕은 카제아제의 추적을 포기하게 된다. 한편, 세르딘에서는 최근 여러 가지 괴이한 사건들이 발생하여 조사해 본 결과 카제아제와 연관 되어 있고, 카나반과 세르딘의 전쟁 원인 또한 카제아제였음을 알게 된 세르딘 여왕은 또 다른 전쟁을 막기 위해서 카제아제를 막으려 한다. 결국, 세르딘 여왕은 카제아제를 물리치기 위한 정예 부대를 편성하게 되는데 이를 그랜드체이스라고 한다.

## 시즌 1 / 2 / 3 / 카오스 / 히어로 / 이터널
2003년 8월 그랜드체이스는 시즌 1으로 출발했으나, 2008년 1월 시즌 2로 전폭 개편하였다. 이후, 2009년 12월 시즌 3로 던전 시스템의 콤보 시스템, 경험치 시스템, GP 획득 시스템, 아이템 드랍 시스템을 개편했으며, 신캐릭터 마도공학자 마리를 추가되었다.
2010년 12월 카오스로 각종 일러스트와 스토리 모드, 장비, 만렙 확장, 경험치 두배 획득 등으로 시스템을 개편하였으며, 신캐릭터 제로, 디오, 레이가 추가되었다. 2011년 12월 스토리 재개편과 함께 신 무료 지급 캐릭터 루퍼스가 업데이트되었다.
| 시즌 1                                     | 시즌 2 | 시즌 3 | 카오스      | 히어로 | 이터널 |
| 방에서 던전 선택 가능                      | 월드맵 생성 (던전기능 새로 생성) | 월드맵 시스템이 개편되었으며, 기존의 베르메시아, 엘리아가 대륙에서 반도로 명칭이 바뀌었으며, 신들의 대륙, 천공의 제니아, 실버 랜드에 신 대륙 아툼과 아케메디아가 추가되었고, 엘리아 대륙의 던전 엘리아 대륙 (보스: 카미키)는 카미키 성채로 개명되었다. | 점령전 추가 | 태그매치 삭제 / 2012.7.26-2012.9.6까지 그랜드체이스 전 캐릭터의 4차 스킬 생성[전직당(디오,레이는 하나만)], 외모개선 및 표정 시스템 도입 |        |
| 미니게임 존재 (여왕배 화살대회, 알 깨기)   | 미니게임 종료 | 여왕배 화살대회, 알 깨기 등의 미니게임은 아니지만, 광장에서 기사, 궁수 전용 미니게임을 즐길 수 있게 되었다(시즌 2 시절 업데이트되어 있었다). |             | |        |
|                                            | 메신저 기능 생성 | 메신저 기능에는 큰 변화 없음 |             | |        |
|                                            | 광장 생성 | 광장에 길드관리인 베스테르, 아이템 제작/해체 담당 NPC 출현 |             | |        |
| 던전에서 체력(HP)과 기(MP)가 자동으로 회복 | 던전에서 체력(HP)은 40%에 한해 회복되고, 기(MP)가 자동으로 차던 것이 적(몬스터 등) 타격시 채워지는 것으로 수정되고 & 포션이라는 개념이 생겼다. | 던전에서 체력(HP)은 전혀 회복되지 않으며, 기(MP)는 몬스터 타격시 채워진다. 유저의 능력치에 따라 몹들의 능력치가 조정되는 영웅 던전이 생겼다. |             | |        |

## 던전
- 세르딘
  - 시련의 숲
  - 시련의 탑
  - 세르딘 외곽
  - 캐리비치
  - 오크 사원
  - 고르고스의 던전
- 카나반
- 실버랜드
- 엘리아
- 제니아
- 아툼
- 아케메디아

## 미디어 믹스

### 뮤지컬
- 최초로 게임의 뮤지컬화된 작품이며, 2009년 4월 19일에서 4월 20일까지 나루아트센터 대공연장에서 공연되었다. 뮤지컬의 제목은 '그랜드체이스 카나반의 전설'이며, 게임개발사인 KOG와 대구 디지털 산업 진흥원이 공동으로 주최하였다.